# Троице-Богоявленский монастырь
Богоявле́нский Тро́ице-Се́ргиев монасты́рь — бывший мужской монастырь в Москве, располагавшийся у Троицких ворот Кремля. Был основан в XIV веке и являлся подворьем Троице-Сергиевого монастыря. Упразднён в рамках секуляризационной реформы 1764 года.

## История
Богоявленский Троице-Сергиев мужской монастырь находился у Троицких ворот Кремля. Являлся подворьем Троице-Сергиевой обители, которая была основана в начале XIV века. По преданию, великий князь Дмитрий Донской выделил преподобному Сергию Радонежскому землю для возведения келий и церкви на случай его приезда в Москву. Во второй половине XV столетия подворье получило статус монастыря и находилось под управлением игумена. Но даже после этого в документах территория упоминалась то как монастырь, то как подворье.
Первая построенная в обители церковь в честь Богоявления Господня была деревянной. Её перестроили в кирпиче в 1480—1481 годах. Из московского летописного свода тех лет: 

Того же лета разобраша старую церковь Богоявление на Троецком дворе в городе и заложиша новую на том же месте.
В ноябре 1532 года Василий III крестил в обители сына Юрия. Обряд совершали игумен Иосаф Скрипицын и Даниил Переславский. В 1557-м возвели храм во имя преподобного Сергия. Это было шатровое, одноглавое, трёхапсидное сооружение с пристроенной к южной стене колокольней.
Рядом с обителью в начале 1600-х годов находились дворы Семёна Никитовича Годунова и Богдана Бельского. Слева от Троицких ворот — здание дворцового Судебного приказа.
В 1607 году на подворье горожане, присягнувшие Лжедмитрию, признавались в совершённом преступлении перед бывшим Патриархом Иовом. 

Вся посадская Москва, гости и из всех слобод и сотен старосты, сотские, торговые и мастеровые и всякие люди мужеска полу, подавшие бывшему патриарху челобитную от всенародного множества, с великим плачем и неутешным воплем, простить и разрешить всенародные клятвенные грехи. В соборе архидьякон с амвона велегласно прочел эту челобитную, а потом и прощальную разрешительную грамоту, написанную по решению всего духовного собора.
В XVII столетии в обители жили кандидаты в патриархи до их посвящения в сан и в архимандриты Троице-Сергиева монастыря. Подворье посещали царские семьи в престольные праздники. Также в нём принимали москвичей и других россиян во время избрания на царствование Михаила Фёдоровича.
В 1661 году по велению Алексея Михайлович построили новую придельную церковь во имя святого Феодора Стратилата. Её возводили русские мастера Иван Апсин и Емелька Семёнов. В описи 1763-го о ней сказано: «Между Богоявленской и Сергиевской предельная во имя Федора Стратилата, длиною 5 сажен, шириною 2,5 саж., крытая тесом».
В 1679 году Фёдор Алексеевич указал открыть в монастыре школу для изучения греческого языка.
В 1764 году по указу Екатерины II территория Троицкого подворья была передана государству. Служителей выселили, строения использовались сначала Дворцовым, затем Сенатским ведомством. В зданиях монастыря разместили Судебный приказ и Комендантский дом. В 1807—1808 годах храмы подворья демонтировали, а на их месте начали строительство Оружейной палаты Кремля.

## Архитектура
Согласно плану «Кремленаград» начала 1600-х годов, территория монастыря имела пятиугольную форму. Она состояла из двух частей, разделённых высоким забором на деревянных столбах. Северная часть была отделена от Троицкой улицы корпусом, протянувшимся от церкви святого Сергия до одноглавого храма неизвестного посвящения. Дальше к востоку, до стен царского двора, ограждений не существовало. Южная территория отмечалось оградой, установленной от одноглавой церкви до постройки на западной границе. В центре монастырского ограждения с юга находилось одноэтажное здание с арочным проездом. Между ним и западным корпусом был сделан ещё один проём.
Ближе к восточной границе южной части стоял Богоявленский храм. Он был трёхглавым, трёхапсидным с позакомарным покрытием. Предположительно, трёхкупольное завершение существовало до пожара 1565 года, затем собор перестроили в одноглавый с шатром. Закомары, кокошники и дверной портал имели килевидные завершения. Стены украшали лопатки с плоскими капителями и декоративные пояса — колончатый и из квадратных ширинок с круглыми медальонами.
Как выглядела церковь святого Сергия можно узнать из рисунка «Книги об избрании на превысочайший престол великого государя, царя и великого князя Михаила Федоровича…», созданной в 1672—1673 годах. В плане её форма имела вид греческого креста. Она была двухъярусной, на низком барабане находилась главка с восьмиконечным крестом. Шатёр украшали цветные изразцы. Центральная апсида выступала от уровня восточной стены и завершалась треугольным фронтоном. В боковых апсидах находились круглые окна, в боковой северной стене — арочные. У западной стены стояла трапезная. В ней совершались отпевания, на молитвах присутствовали царицы, царевны и царевичи.
С южной стороны церкви святого Сергия находилась двухъярусная колокольня с арочным проёмом в верхнем ярусе, в котором был установлен большой колокол. В описи 1763 года указано, что всего их было шесть.